# 勐仑山胡椒
勐仑山胡椒（学名：Lindera nacusua var. menglungensis）为樟科山胡椒属下的一个变种。